# غملول أرميني
الغملول الأرميني (باللاتينية: Acantholimon armenum) نوع نباتي يتبع جنس الغملول من الفصيلة الرصاصية.

## الموئل والانتشار
موطنه بلاد الشام وتركيا وأرمينيا.